# Шику Буаркі
Шику Буаркі (порт. Chico Buarque, повне ім'я порт. Francisco Buarque de Hollanda нар. 19 червня 1944) — бразильський співак, гітарист, автор пісень, письменник, актор і драматург. Найбільш відомий своїми піснями, що часто містили соціальний протест.
Бразильським військовим урядом 1969 року разом з кількома учасниками руху тропікалія та виконавцями MPB був визнаний небезпечним і змушений покинути Бразилію. Проте 1970 року він повернувся до Бразилії і продовжував записувати, виконувати і писати, хоча значна частина його творчості була піддана державній цензурі. Окрім численних музичних альбомів та музики в кіно, він став відомим як письменник і опублікував в наступні чотири десятиріччя декілька романів.

## Біографія
Буаркі походить з інтелектуальної родини, його батько, Сержіу Буаркі ді Оланда (1902—1982) — видатний бразильський історик і соціолог ХХ ст., мати — Марія Амелія Сесаріу Алвім — піанистка і художниця, одна з засновників бразильської Робітничої партії. Шику також є молодшим братом співачки Міуші (порт. Miúcha) та старшим братом політика Ани ді Оланда (порт. Ana de Hollanda).
Шику народився у Ріо-де-Жанейро, 1946 року його родина перебралася до Сан-Паулу, а протягом 1952—1960 років жила в Італії. Після їхнього повернення на батьківщину, Вінісіус ді Морайс та інші, хто стояв біля витоків босанови, були частими гостями в родині Буаркі. З юних років Шику Буаркі захоплювався босановою, зокрема творами Тома Жобіма та Жуана Жілберту. Він поступив навчатися до архітектурного коледжу університету Сан-Паулу, але часто пропускав навчання, більше уваги приділяв музиці і складанню пісень. Шику також цікавився європейською літературою і письменництвом, у 18 років написав своє перше оповідання.
З 1965 року почала складатися музична кар'єра Буаркі. На фестивалі MPB одну з його пісень виконав Жеральдо Вандре, невдовзі Шику записав Pedro Pedreiro і Olê, Olá, що визнаються найважливішими серед його ранніх творів. В цей же час Шику зробив перші кроки в театральному житті: створив музику до вистави Смерть і життя Северина (порт. Morte E Vida Severina на вірші відомого поета Жуана Кабрала ді Мелу Нету Він з'явився на ТВ як виконавець босанови, вийшов успішний альбом Нари Леан, що містив три пісні його авторства. 1966 року на 2-му телевізійному фестивалі MPB його пісня A Banda отримала почесне перше місце in 1966. Цей успіх зробив Буаркі відомим, він отримав контракт зі студією звукозапису, вів щотижневу передачу на телебаченні, записав низку пісень в жанрі босанова, самба та MPB, які два роки поспіль посідали призові місця на фестивалях.

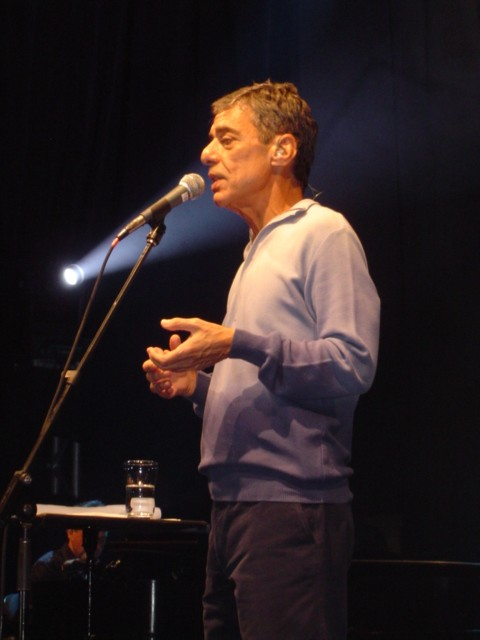
Шику Буаркі під час виступу. 2007

Пісня Roda Viva гостросоціального змісту і їдка п'єса з тою самою назвою, створені Буаркі 1968 року, викликали невдоволення військового уряду, і, аби уникнути неприємностей, він виїхав 1969 року до Італії на 18 місяців.
Повернувшись 1970 року на батьківщину, знайшов популярну музику зруйнованою, країна вступила в період військових репресій, Каетану Велозу, Жілберту Жиль, Еду Лобу та інші змушені були покинути Бразилію. З цього часу соціальний протест стає основною темою пісень Буаркі. Він написав сотні пісень про безправне життя в Бразилії, про вуличних дітей, про повій. Пісня Construção, сюрреалістична фантазія про трьох будівників, що гинуть на роботі, стала популярною класикою, символом громадянської боротьби з політичними репресіями під час військового правління. Construção визнана журналом Rolling Stone бразильською піснею № 1. Його творчість була піддана жорсткій цензурі. Як він писав згодом «Це був виклик. Мені доводилося писати 20 пісень, аби дві з них пропустила цензура». 1974 року створив свій перший роман.
Того ж року цензура забороняє будь-яку пісню його авторства і Буаркі пише пісні під псевдонімом «Жулинью да Аделаїде» порт. Julinho da Adelaide. Аби уникнути цензури він змушений використовувати Езопівську мову, натяки, завуальований протест проти військового режиму.
Шику Буаркі є автором кількох романів, перекладених багатьма мовами, що отримали широке визнання читачів і літературних критиків та нагороджені літературними преміями (див. Книги й Визнання, премії та нагороди). Він також багато часу приділяє роботі в кіно (як композитор, виконавець, актор і сценарист), співпрацював з відомими режисерами, як Карлус Дієгус (порт. Cacá Diegues) у стрічках «Прощавай, Бразилія» (порт. Bye Bye Brasil) та «Коли приходить карнавал» (порт. Quando o Carnaval Chegar) і Карлос Саура (ісп. Carlos Saura) у документальному музичному фільмі «Фадо» (ісп. Fados)
Каетану Велозу так характеризував творчість Буаркі
«Кращий поет нашого покоління — Шику Буаркі. Усе написане ним ідеально. Жоден слог не розходиться з нотою в його мелодіях. Его віршування — сама досконалість, в його римах — щедрість мови. Вони ніколи не вимучені. Вони природні в тому, що стосується звуку, і необхідні в тому, що стосується змісту. Він справжній майстер».

## Визнання, премії та нагороди
- 2002 — III Annual Latin Grammy Award — Кращий альбом MPB — Cambaio — виконавці Шику Буаркі та Еду Лобу[9]
- 2012 — XIII Annual Latin Grammy Award — Краща бразильська пісня (на португальській) — Querido Diário — автор пісні[10]

- Премія Жабуті
  - 1992 — за роман Збентеження порт. Estorvo (1992)[11]
  - 2004 — за роман Будапешт порт. Budapeste (2003)[12]
  - 2010 — за роман Розлите молоко порт. Leite derramado (2009)[13]
- 2010 — Літературна премія Сан-Паулу — Десять найкращих книг 2009 року: Розлите молоко порт. Leite derramado (2009)[14]
- 2013 — Премія Casa de las Américas в категорії ессе та прози José María Arguedas за роман Розлите молоко порт. Leite derramado (2009)[15]
- 2016 — Премія Роже Кайюа та французького PEN клуба в категорії «Латиноамериканська література»[16]

- 1996 — Командор Ордена Інфанта дона Енріке[17]
- 2003 — Орден За заслуги в культурі (Бразилія)[18]

## Твори
| Книги - 1966: A Banda (збірка текстів пісень) - 1974: Fazenda Modelo - 1979: Chapeuzinho Amarelo (дитяча книжка) - 1981: A Bordo do Rui Barbosa - 1991: Estorvo - 1995: Benjamim - 2003: Budapeste - 2009: Leite Derramado - 2014: O Irmão Alemão | П'єси - 1967—1968: Roda Viva - 1973: Calabar, у соавторстві з Руєм Герра - 1975: Gota d'água - 1978: Ópera do Malandro - 1983: O Grande Circo Místico | Фільми - 1972: Quando o carnaval chegar - 1983: Para viver um grande amor - 1985: Ópera do Malandro - 2000: Estorvo - 2003: Benjamin |

## Дискографія
| - 1966: Chico Buarque de Hollanda (Vol. 1) - 1966: Morte e Vida Severina - 1967: Chico Buarque de Hollanda (Vol. 2) - 1968: Chico Buarque de Hollanda (Vol. 3) - 1969: Umas e outras — compacto - 1969: Chico Buarque na Itália - 1970: Apesar de você - 1970: Per un pugno di samba - 1970: Chico Buarque de Hollanda (Vol. 4) - 1971: Construção - 1972: Quando o carnaval chegar - 1972: Caetano e Chico — juntos e ao vivo - 1973: Chico canta - 1974: Sinal fechado - 1975: Chico Buarque & Maria Bethânia ao vivo - 1976: Meus caros amigos - 1977: Cio da Terra compacto - 1977: Os saltimbancos - 1977: Gota d'água - 1978: Chico Buarque | - 1979: Ópera do Malandro - 1980: Vida - 1980: Show 1º de Maio compacto - 1981: Almanaque - 1981: Saltimbancos trapalhões - 1982: Chico Buarque en espanhol - 1983: Para viver um grande amor - 1983: O grande circo místico - 1984: Chico Buarque (Vermelho) - 1985: O Corsário do rei - 1985: Ópera do Malandro - 1985: Malandro - 1986: Melhores momentos de Chico & Caetano - 1987: Francisco - 1988: Dança da meia-lua - 1989: Chico Buarque - 1990: Chico Buarque ao vivo Paris le Zenith - 1993: Para Todos - 1995: Uma palavra - 1997: Terra | - 1998: As cidades - 1998: Chico Buarque da Mangueira - 1999: Chico ao vivo - 2001: Chico e as cidades (DVD) - 2001: Cambaio - 2002: Chico Buarque — Duetos - 2003: Chico ou o país da delicadeza perdida (DVD) - 2005: Meu Caro Amigo (DVD) - 2005: A Flor da Pele (DVD) - 2005: Vai passar (DVD) - 2005: Anos Dourados (DVD) - 2005: Estação Derradeira (DVD) - 2005: Bastidores (DVD) - 2006: O Futebol (DVD) - 2006: Romance (DVD) - 2006: Uma Palavra (DVD) - 2006: Carioca (CD + DVD) - 2007: Carioca Ao Vivo - 2011: Chico - 2012: Na Carreira (DVD) - 2017: Caravanas |